# Révolution haïtienne de 1986
 (février 2019).
Améliorez-le ou discutez des points à vérifier. 
La révolution haïtienne de 1986 est un mouvement populaire insurrectionnel qui marque la fin de la dictature des Duvalier avec la chute du président à vie Jean-Claude Duvalier contraint à l'exil, et qui se poursuit jusqu'à la chute de la dictature militaire d'Henri Namphy en 1990. 

## La dictature des Duvalier

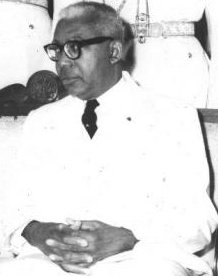
François Duvalier, dit «Papa Doc».

L’année 1957 fut troublée de putschs, attentats et scandales. Le président provisoire Daniel Fignolé fut défait par le chef de l’armée qu’il avait nommé lui-même un mois plus tôt. En septembre 1957, l’armée organisa des élections : le médecin François Duvalier, dit «Papa Doc», fut élu président de la République, grâce au soutien des Noirs qui virent en lui le moyen de mettre fin au règne des Mulâtres.
Dès le départ, François Duvalier imposa une politique répressive en éloignant les officiers peu fiables de l’armée, en interdisant les partis d’opposition, en instaurant l'état de siège et en exigeant du Parlement l’autorisation de gouverner par décrets (31 juillet 1958). Le 8 avril 1961, il prononça la dissolution du Parlement.
Duvalier échappa à plusieurs putschs : en 1958, huit hommes occupant par surprise les casernes Dessalines de Port-au-Prince, firent croire un temps qu’ils menaient l’armée ; en 1959, pendant sa maladie, son adjoint, Barbot, aidé de marines américains, empêcha le débarquement d’un commando. Sitôt rétabli, Duvalier décida d'emprisonner Barbot pendant seize mois...
Craignant une opposition de la part de l'église catholique romaine, Duvalier expulsa plusieurs prêtres ainsi que deux évêques. Il fut excommunié en 1961. En 1966, Duvalier reprit contact avec le Vatican.
Le régime s’appuya sur une milice paramilitaire, les Volontaires de la sécurité nationale surnommés les « tontons macoutes ». Avec cette garde prétorienne personnelle, il neutralisa l’armée, sema la terreur dans tout le pays et parvint à étouffer toute résistance. Après des rumeurs de complot au sein de l'armée, il renforça la répression et, le 1er avril 1964, il se proclama « président à vie ». La même année il commandita plusieurs massacres de population dans les campagnes, notamment le massacre des Vêpres jérémiennes qui fut une des nombreuses tueries exécutées par l'armée et les tontons macoutes. Il exerça jusqu'à sa mort une implacable dictature (on compta 2000 exécutions pour la seule année 1967 ; cette année-là sortit un film extrêmement critique sur sa dictature : Les Comédiens, basé sur un roman antérieur de Graham Greene). En février 1971, François Duvalier organisa un plébiscite pour désigner son fils, Jean-Claude, comme successeur.
De nombreux haïtiens prirent le chemin de l'exil, principalement aux États-Unis et au Canada, mais également vers la Martinique, la Guadeloupe et surtout la Guyane française.
À la mort de Papa Doc, le 21 avril 1971, Jean-Claude Duvalier, 19 ans (d’où son surnom de « Baby Doc »), accéda à la présidence de la République. Amorçant une timide libéralisation du régime, Jean-Claude Duvalier s’aliéna une partie de la classe noiriste qui avait soutenu son père en épousant une mulâtresse le 27 mai 1980. Son régime s'enfonça dans la corruption et l'incompétence. Le 9 mars 1983, le pape Jean-Paul II, en visite en Haïti, déclara en français : « Il faut que les choses changent ici. » L’église se mit à encourager la réflexion démocratique.

## La chute du régime

Les Duvallier en route pour l'aéroport le 7 février 1986.

Une révolte éclate dans les provinces en 1985. La ville des Gonaïves est le théâtre des premières manifestations de rue et des magasins de chaîne de grande distribution sont dévalisés. D'octobre 1985 à janvier 1986, la  révolte s'étend à six autres villes, incluant Cap-Haïtien. À la fin du mois, les Haïtiens dans le sud sont en révolte. Les révoltes les plus importantes se déroulent dans Les Cayes.
Jean-Claude Duvalier tente de faire face au mécontentement en baissant de 10 % le prix des aliments de base, en fermant les stations de radio indépendantes, en effectuant un remaniement ministériel, mais également par la répression policière et militaire. Sous la pression de la communauté internationale, il institue le poste de Premier ministre grâce à l'adoption par référendum d'une nouvelle Constitution. Ces tentatives ne freinent cependant pas l'élan de révolte populaire contre la dictature dynastique.
En janvier 1986, l'administration Reagan commence à faire pression sur Duvalier pour qu'il renonce au pouvoir et qu'il quitte Haïti. Des représentants officiels recommandés par le Premier ministre jamaïcain servent d'intermédiaires dans les négociations. À ce moment-là, nombre de duvaliéristes et des hommes d'affaires importants rencontrent le couple Duvalier et les pressent de partir. Les États-Unis rejettent l'asile politique pour Duvalier, mais ils leur proposent de les aider à partir. Initialement, Duvalier accepte le 30 janvier 1986 et le président Reagan annonce son départ, basé sur un rapport provenant du chef de station de la CIA en faction à Haïti, qui a vu la voiture de tête de convoi en partance pour l'aéroport. En route, il y a un échange de coups de feu et l'escorte de Duvalier fait demi-tour vers le palais présidentiel.
Le 7 février 1986, il remet le pouvoir aux mains des militaires et quitte l'île à bord d'un avion de l'US Air Force ; il atterrit à Grenoble en France. Pendant ce temps, en Haïti, les maisons des partisans de Jean-Claude Duvalier sont pillées.
Le 8 février 1986, le nouveau gouvernement libère les prisonniers politiques, instaure un couvre-feu. La foule s'en prend au mausolée de « Papa Doc », qui est détruit à coups de pierres et à mains nues ; le cercueil est sorti, la foule danse dessus puis le met en morceaux ; elle s'empare du corps du dictateur pour le battre rituellement. Pendant cette journée, on dénombre une centaine de victimes, essentiellement des Tontons macoutes,.
Le 7 mars 1986, Jean-Claude Duvalier est assigné à résidence à Grasse (Alpes-Maritimes). Le 12 mars 1986, le substitut de Pontoise demande la mise sous séquestre de son château de Themericourt dans le Val-d'Oise.

## Répression militaire

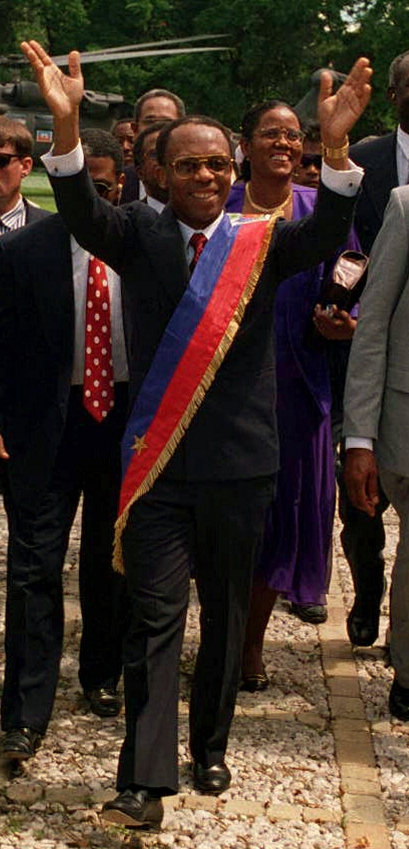
Jean-Bertrand Aristide, ancien prêtre, remporte la victoire le 16 décembre 1990 par 67 % des voix et accède à la présidence de la République.

Toutefois, la fin des Duvalier ne signifia pas la fin de la dictature. Une junte militaire dirigée par le général Henri Namphy prit le pouvoir. L’armée ou les anciens miliciens réprimèrent dans le sang les manifestations et tentèrent d’assassiner un prêtre activiste : Jean-Bertrand Aristide. Les élections du 29 novembre 1987 furent empêchées par l’intervention d’un groupe armé. L’armée organisa en janvier 1988 des élections qui furent boycottées. Le président élu, Leslie François Manigat, osa déplaire et dut s’exiler au bout de deux mois. En septembre 1988, un nouveau coup d'État militaire porta le général Prosper Avril au pouvoir. Acculé au départ en mars 1990 sous la pression américaine, Avril s’exila pour ouvrir la voie à des élections sous contrôle international.

## Retour à la démocratie
Jean-Bertrand Aristide, ancien prêtre qui se fait l’avocat des pauvres, remporte la victoire le 16 décembre 1990 par 67 % des voix. Son accession à la présidence de la République redonne un peu d'espoir au peuple haïtien. Mais, le 29 septembre 1991, il est renversé par une junte militaire dirigée par le général Raoul Cédras. Aidé par la CIA et le gouvernement de George Bush père; Aristide se réfugie alors aux États-Unis. Les « lavalassiens » se font massacrer. Les Nations unies décrètent un embargo. Des réfugiés commencent à affluer vers les États-Unis. Le trafic de stupéfiant, encouragé par la faction putschiste de l’armée, connait un essor considérable. La drogue provient essentiellement du cartel de Cali (Colombie) et est destinée aux États-Unis. Ces trafics produisent au moins une vingtaine de familles multimillionnaires de plus.
Sous la présidence de Bill Clinton et avec le soutien du Conseil de sécurité des Nations unies, les États-Unis interviennent, à la suite d'une visite de l’ancien président Jimmy Carter et du général Colin Powell, 20 000 soldats américains débarquent en Haïti le 19 septembre 1994. Le 15 octobre 1994, le président Aristide est rétabli dans ses fonctions, qu'il laisse à son proche René Préval, élu à la présidence de la République le 17 décembre 1995. Le mandat d'Aristide touchait à sa fin et la Constitution ne l’autorisait pas à en briguer un second consécutivement. En janvier 1997, l’Unesco remet le Prix 1996 de l’éducation aux droits de l’homme à Aristide.
Le gouvernement Préval doit faire face à une opposition constituée de ses anciens alliés. Son mandat est marqué par plusieurs assassinats politiques. Des élections législatives sont organisées en mai 2000. Aristide est proclamé vainqueur de l’élection présidentielle avec 91 % des suffrages exprimés, mais le scrutin est entaché d’irrégularités et du boycott de l’opposition. Le pays plonge à nouveau dans une situation des plus confuses. Le trafic de drogue dépasse les records atteints sous la junte militaire. Quant à la classe moyenne, elle n'apprécie pas l'ancien «petit curé», lui reprochant son caractère imprévisible et son emprise sur les masses. À partir de 2001, des groupes sans constitution officielle s'attaquent aux partisans du gouvernement. Ces derniers réagissent de la même façon. La police s'attaque aux deux parties avec violence.
En 2003, l’opposition s’organise sous le nom de Groupe des 184. Avec l’appui des étudiants, et malgré la répression de ses partisans, Jean Bertrand Aristide finit par démissionner le 29 février 2004 sous la pression de militaires français et de marines américains, avant-garde d'une force internationale envoyée par l'ONU pour ramener l'ordre dans la capitale, la MINUSTAH. Peu après le départ d'Aristide, le président de la Cour de cassation d'Haïti, Boniface Alexandre, assure l'intérim en vertu de la Constitution. « Titid » — comme l'appellent les gens du pays — est accusé de tous les maux du pays, d'enrichissement personnel et de crimes politiques. Exilé en Afrique, Aristide finit par être accueilli par l'Afrique du Sud, où il se plaint que les militaires étrangers l'aient forcé à démissionner et à partir sur leur hélicoptère.
Aux élections du 7 février 2006, organisées sous supervision internationale, la foule port-au-princienne pousse les organisateurs à accorder la victoire à René Préval arrivé nettement en tête au 1er tour de scrutin. Du même parti qu'Aristide, il est son successeur désigné. Des fraudes sont décelées en faveur de l'opposition, notamment des urnes en faveur de Préval retrouvées dans des décharges. Investi de ses pouvoirs le mardi 13 juin 2006, il appelle à l'unité nationale.
Sur le plan international, Paris négocie avec Port-au-Prince un accord de réadmission dans le cadre du partenariat France-Haïti 2008-2012 (chapitre « Immigration et codéveloppement »). Celui-ci, en cours de négociations en août 2009, est contesté par le Collectif Haïti de France, la Plate-forme des associations franco-haïtiennes (PAFHA) et le collectif Migrants outre-mer .